# Плаю-Кимпіней
Плаю-Кимпіней (рум. Plaiu Câmpinei) — село у повіті Прахова в Румунії. Входить до складу комуни Шотріле.
Село розташоване на відстані 87 км на північ від Бухареста, 35 км на північний захід від Плоєшті, 53 км на південь від Брашова.

## Населення
За даними перепису населення 2002 року у селі проживали 847 осіб. Усі жителі села рідною мовою назвали румунську.
Національний склад населення села:
| Національність | Кількість осіб | Відсоток |
| -------------- | -------------- | -------- |
| цигани         | 505            | 59,6%    |
| румуни         | 342            | 40,4%    |